# 9 aprile
Il 9 aprile è il 99º giorno del calendario gregoriano (il 100º negli anni bisestili). Mancano 266 giorni alla fine dell'anno.

## Eventi
- 193 - Settimio Severo viene proclamato imperatore romano
- 475 - L'imperatore romano d'oriente Basilisco promulga una lettera circolare a tutti i vescovi dell'Impero, l'Enkyklikon, in cui richiede di aderire alle posizioni monofisite
- 1241 - La battaglia di Liegnitz: le forze mongole sconfiggono le armate polacche e tedesche
- 1413 - Enrico V viene incoronato re d'Inghilterra[1]
- 1440 - Cristoforo di Baviera viene scelto come re della Danimarca[1]
- 1454 - Pace di Lodi: la guerra di successione per il Ducato di Milano si conclude con un accordo di pace stipulato tra Francesco Sforza, Granducato di Toscana, Repubblica di Genova e Ducato di Mantova da un lato, e Repubblica di Venezia, Regno di Napoli, Ducato di Savoia e Marchesato del Monferrato dall'altro
- 1532 - Nella Repubblica di Lucca, la Rivolta degli Straccioni viene soffocata nel sangue
- 1555 - Elezione di papa Marcello II
- 1609 - Il Regno di Spagna firma ad Anversa la Tregua dei dodici anni con la Repubblica delle Sette Province Unite
- 1609 - Decreto di espulsione dei Moriscos dalla Spagna (pubblicato il 22 settembre)
- 1667 - Apre a Parigi la prima mostra d'arte pubblica[1]
- 1682 - L'esploratore René Robert Cavelier de La Salle scopre la sorgente del fiume Mississippi[1]
- 1742 - A Dublino viene rappresentato per la prima volta l'oratorio Messiah di Georg Friedrich Händel[2]
- 1809
  - In Tirolo Andreas Hofer guida la rivolta contro l'occupazione napoleonica
  - Napoleone Bonaparte, con un decreto emesso dal Palazzo delle Tuileries, concede ai fiorentini di poter parlare la lingua italiana[3]
- 1815 - Guerra austro-napoletana: Gioacchino Murat è sconfitto nella battaglia di Occhiobello e il suo tentativo di attraversare il Po fallisce
- 1848 - Il Ducato di Parma e Piacenza adotta la bandiera italiana
- 1864 - A Trieste l'arciduca Massimiliano d'Austria firma la rinuncia al trono d'Austria e d'Ungheria per sé e per i suoi eredi
- 1865 - Ad Appomattox, il generale Robert E. Lee, comandante in capo dell'esercito della Confederazione del Sud, firma l'atto di resa al generale Ulysses S. Grant: è la fine della guerra di secessione americana
- 1867 - Gli Stati Uniti d'America ratificano un trattato con l'Impero russo per l'annessione dell'Alaska
- 1868 - Bologna: Giosuè Carducci, titolare della cattedra di letteratura italiana all'Università di Bologna, viene sospeso per 75 giorni per aver sottoscritto una lettera diretta a Giuseppe Mazzini e Giuseppe Garibaldi
- 1916 - Prima guerra mondiale: terza offensiva tedesca nella battaglia di Verdun[senza fonte]
- 1917 - Prima guerra mondiale: inizia la battaglia di Arras[1]
- 1939 - Crimini fascisti: comincia il massacro di Gaia Zeret in Etiopia
- 1940 - Seconda guerra mondiale: la Germania invade la Danimarca e la Norvegia nell'ambito dell'Operazione Weserübung e il Regno Unito invia un corpo di spedizione a sostegno dell'esercito norvegese; il colonnello norvegese Eriksen, comandante della fortezza di Oscarborg nell'Oslofjord, fa aprire il fuoco su navi tedesche introdottesi nel fiordo e affonda l'incrociatore pesante Blücher
- 1942 - Seconda guerra mondiale: conclusione della battaglia di Bataan con la vittoria giapponese[1]
- 1944 - Papa Pio XII pubblica la sesta enciclica, che prende il nome di Orientalis Ecclesiae
- 1945
  - Seconda guerra mondiale: nel Campo di concentramento di Flossenbürg, l'ex capo dell'Abwehr Wilhelm Canaris viene impiccato a un gancio da macellaio, in seguito all'attentato ad Adolf Hitler del 20 luglio 1944; era stato denunciato da Walter Schellenberg, capo delle rivali SS
  - L'esplosione della nave statunitense Charles Henderson nel porto di Bari causa centinaia di vittime militari e civili
- 1947 - USA: tre tornado causano la morte di 181 persone e il ferimento di altre 970 in Texas, Oklahoma e Kansas[senza fonte]
- 1948
  - Massacro di Deir Yassin: su ordine del futuro primo ministro israeliano Menachem Begin, l'organizzazione paramilitare Irgun, attacca il villaggio arabo di Deir Yassin uccidendo 250 persone
  - viene fondato il Partito Democratico Cristiano Sammarinese
  - Colombia: Jorge Eliécer Gaitán, leader del Partito Liberale, viene assassinato a Bogotà. In seguito all'omicidio la capitale colombiana fu sconvolta da quello che viene ricordato come il Bogotazo, rivolta che vide coinvolto anche il giovane Fidel Castro che si trovava in Colombia per partecipare alla IX Conferenza Panamericana
- 1959 - Programma Mercury: la NASA annuncia la selezione dei primi sette astronauti, poi noti sui mass media come i Mercury Seven
- 1967 - USA: battesimo dell'aria per il Boeing 737, il più diffuso aereo di linea del mondo; entrerà in servizio per la Lufthansa nel febbraio del 1968
- 1969 - A Battipaglia (SA) la chiusura di due fabbriche provoca una sommossa popolare e due vittime
- 1970 - La nave britannica London Valour, carica di cromo, naufraga a causa di una violenta mareggiata a poche decine di metri dal porto di Genova: venti marinai morti, per lo più indiani e filippini
- 1977
  - La Repubblica di Gibuti entra a far parte della Lega araba
  - Viene fondato a Firenze il Partito Marxista-Leninista Italiano
  - Il governo spagnolo presieduto da Adolfo Suárez legittima la ricostituzione del Partito Comunista di Spagna
- 1980 - L'esercito israeliano invade il Libano[senza fonte]
- 1986 - Il governo francese fissa regole contro la privatizzazione della casa automobilistica Renault[4]
- 1989 - Italia: Eugenio Scalfari e Carlo Caracciolo vendono il pacchetto azionario dell'Editoriale L'Espresso alla Mondadori di Carlo De Benedetti; comincia uno scontro con l'azionista Silvio Berlusconi per il controllo della casa editrice che si concluderà due anni dopo, il 30 aprile 1991[senza fonte]
- 1991 - La Georgia dichiara la sua indipendenza dall'Unione Sovietica
- 1999
  - Gibuti: Ismail Omar Guelleh viene eletto presidente[5]
  - Viene assassinato il presidente del Niger Ibrahim Baré Maïnassara[1]
- 2000 - Viene beatificata Mariam Thresia Chiramel Mankidyan
- 2002 - Si svolgono nell'Abbazia di Westminster a Londra i funerali della regina madre Elizabeth Bowes-Lyon[1]
- 2003
  - Baghdad/Iraq: Seconda guerra del golfo, la città è sotto controllo delle forze angloamericane: di fatto Saddam Hussein è deposto con la fine del regime del Partito Ba'th e la sua statua viene abbattuta da un carro armato
  - La Corte di Cassazione conferma le condanne rispettivamente a 16 e 14 anni per Erika De Nardo e Omar Favaro responsabili del duplice delitto di Novi Ligure del 21 febbraio 2001[6]
- 2004 - A un anno dalla liberazione di Baghdad, si scatena la rivolta dei ribelli coalizzando le due fazioni di sciiti e sunniti[senza fonte]
- 2005 - Il principe di Galles Carlo sposa Camilla Parker-Bowles
- 2006 - Le elezioni politiche italiane si svolgono per la prima volta con la Legge elettorale Calderoli, nota come "porcellum": si afferma con un minimo scarto la coalizione di centrosinistra guidata da Romano Prodi, ottenendo così un'ampia maggioranza alla Camera grazie al premio su base nazionale, ma una maggioranza esigua al Senato perché i premi su base regionale si elidono a vicenda

## Nati
Ci sono circa 1 120 voci su persone nate il 9 aprile; vedi la pagina Nati il 9 aprile per un elenco descrittivo o la categoria Nati il 9 aprile per un indice alfabetico.

## Morti
Ci sono circa 490 voci su persone morte il 9 aprile; vedi la pagina Morti il 9 aprile per un elenco descrittivo o la categoria Morti il 9 aprile per un indice alfabetico.

## Feste e ricorrenze

### Civili
Nazionali:
- Canada - Vimy Ridge Day (commemorazione della battaglia del crinale di Vimy)
- Filippine - Araw Ng Kagitingan (Giornata del valore)
- Finlandia - Giornata della lingua finlandese (in onore di Michele Agricola)
- Georgia - Festa dell'indipendenza (dall'Unione Sovietica, nel 1991)
- Iraq - Giorno della liberazione di Baghdad (commemorazione della fine del regime di Saddam Hussein)
- Stati Uniti d'America - Winston Churchill Day (commemorazione del conferimento a Winston Churchill della cittadinanza onoraria statunitense)
- Tunisia - Giorno dei Martiri

### Religiose
Cristianesimo:
- Sant'Acacio di Amida, vescovo
- Santa Casilda da Toledo, vergine
- San Demetrio di Tessalonica, martire
- Sant'Edesio di Alessandria, martire
- Sant'Eupsichio di Cesarea di Cappadocia, martire
- San Gaucherio di Aureil, sacerdote
- San Liborio di Le Mans, vescovo
- San Massimo di Alessandria, vescovo
- San Pietro Camino, martire mercedario
- Santi Tancredi, Torthred e Tova, eremiti in Inghilterra
- Sant'Ugo di Champagne (o di Rouen), vescovo
- Santa Valdetrude di Mons, sposa, monaca
- Beato Antonio Pavoni, domenicano, martire
- Beata Caterina Celestina Faron (Katarzyna Celestyna), vergine e martire
- Beata Marguerite Rutan, vergine e martire
- Beato Tommaso da Tolentino, missionario francescano
- Beato Ubaldo Adimari (Ubaldo da Borgo San Sepolcro), frate servita

Religione romana antica e moderna:
- Ludi Megalesi, sesta giornata

Dodecateismo:
- Libagione in onore di Artemide, Signora degli animali

Kiengirismo:
- Festa di Marduk, simbolo della potenza di Anu e creatore dell'umanità